# Albert Leo Schlageter

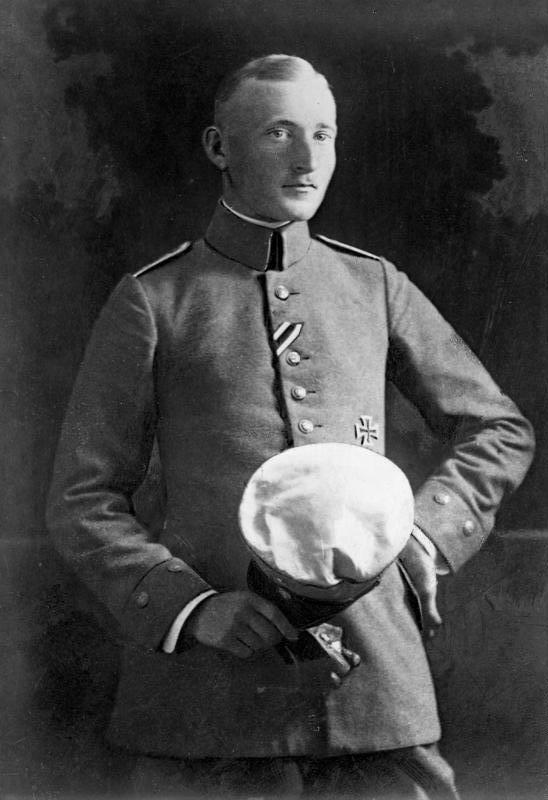
Albert Leo Schlageter

Albert Leo Schlageter (ur. 12 sierpnia 1894 roku w Schönau im Schwarzwald, zm. 26 maja 1923 roku w Düsseldorfie) – niemiecki bojówkarz, kreowany przez nacjonalistów na bohatera narodowego.
Zamierzał być księdzem, ale w początkach I wojny światowej jako ochotnik wstąpił do wojska. Walczył m.in. nad Sommą i pod Verdun. Za męstwo otrzymał rangę porucznika i Krzyż Żelazny I Klasy. Od listopada 1918 roku do grudnia 1919 roku walczył w Eiserne Division przeciwko rewolucjonistom w krajach bałtyckich, a do lutego 1920 roku pełnił służbę w Grenzschutz Ost w Łambinowicach. Po puczu Kappa-Lüttwitza pacyfikował ruch rewolucyjny w Zagłębiu Ruhry. W 1921 roku uczestniczył w tworzeniu Großdeutsche Arbeiterpartei w Berlinie. Następnie przebywał na Górnym Śląsku, gdzie wstąpił do Spezialpolizei. Podczas III powstania śląskiego dowodził kompanią w baonie szturmowym korpusu ochotniczego Karla G.O. Hauensteina. Odpowiedzialny za liczne okrucieństwa popełnione na powstańcach. Należał do sprawców masakry w Strzebniowie k. Gogolina, w której zamordowano 46 powstańców i cywilów. W latach 1921–1922 przewodził grupie dokonującej mordów kapturowych na polskich patriotach i rewolucjonistach na Górnym Śląsku. Współuczestnik zabójstwa księdza Augustyna Strzybnego, proboszcza w Modzurowie dokonanego 31 października 1921 roku. Po powstaniu opuścił Śląsk i jako dywersant działał w Gdańsku. W 1923 roku przewodził grupom sabotażowo-dywersyjnym w Zagłębiu Ruhry, prowadząc działania przeciwko francuskim i belgijskim okupantom. W tym samym roku został aresztowany przez Francuzów za niszczenie linii kolejowych i rozstrzelany po wyroku skazującym. W późniejszym czasie kreowany na bohatera narodowego, jego imieniem nazwano m.in. liczne organizacje faszystowskie.